# Kaloula pulchra
Kaloula pulchra es una especie  de anfibios de la familia Microhylidae.
- Grupo de varios ejemplares de Kaloula pulchraⓘ

## Distribución geográfica
Se encuentra al sureste de Asia.